# Le Beulay
Le Beulay ist eine französische Gemeinde mit 90 Einwohnern (Stand 1. Januar 2022) im Département Vosges in der Region Grand Est (bis 2015 Lothringen). Sie gehört zum Arrondissement Saint-Dié-des-Vosges und zum Kanton Saint-Dié-des-Vosges-2. Die Bewohner nennen sich Beulésiens/Beulésiennes.

## Geografie
Le Beulay liegt an der Fave, rund neun Kilometer (Luftlinie) ostnordöstlich von Saint-Dié-des-Vosges in den Vogesen. Umgeben wird Le Beulay von den Nachbargemeinden Provenchères-et-Colroy im Nordosten, Lusse im Südosten, Frapelle im Südwesten sowie La Petite-Fosse im Nordwesten.
Die Gemeinde besteht aus dem Dorf Le Beulay sowie wenigen Einzelgehöften.

## Geschichte
Der Ort wird 1399 erstmals erwähnt. Wie andere Teile von Lothringen war die Gemeinde Verwüstungen im Dreißigjährigen Krieg ausgesetzt. Von 1793 bis 1801 war Le Beulay ein Teil des Distrikts Saint-Dié. Von 1793 bis 1801 war die Gemeinde dem Kanton Bertrimoutier, von 1801 bis 1871 dem Kanton Saint-Dié zugeteilt. Danach gehörte der Ort bis 2015 zum Kanton Provenchères-sur-Fave. Verwaltungstechnisch ist Le Beulay zudem seit 1801 Teil des Arrondissements Saint-Dié-des-Vosges. Im Ersten Weltkrieg war der Ort Stätte einer Schlacht zwischen Deutschen und Franzosen.

## Bevölkerungsentwicklung
| Jahr                       | 1793 | 1800 | 1831 | 1836 | 1846 | 1876 | 1911 | 1921 | 1962 | 1968 | 1975 | 1982 | 1990 | 1999 | 2006 | 2012 |
| Einwohner                  | 115  | 106  | 158  | 148  | 174  | 187  | 116  | 76   | 83   | 100  | 90   | 89   | 118  | 116  | 102  | 115  |
| Quellen: Cassini und INSEE |      |      |      |      |      |      |      |      |      |      |      |      |      |      |      |      |

Die zunehmende Mechanisierung der Landwirtschaft, die zahlreichen Toten des Ersten Weltkriegs und die Grippewelle von 1918 führten zu einem Absinken der Einwohnerzahlen bis auf die Tiefststände nach dem Ersten Weltkrieg.

## Sehenswürdigkeiten
- mehrere alte Häuser und Bauernhöfe

Quelle: